# Orocó
Orocó är en kommun i Brasilien.   Den ligger i delstaten Pernambuco, i den östra delen av landet, 1 200 km nordost om huvudstaden Brasília. Antalet invånare är 13 176. Arean är 555 kvadratkilometer.
Terrängen i Orocó är platt.
Omgivningarna runt Orocó är huvudsakligen savann. Runt Orocó är det glesbefolkat, med 20 invånare per kvadratkilometer.